# Defence Force Sports Club
Ne pas confondre avec Defence Force Football Club, club trinidadien
Maillots
Actualités
Le Defence Force Sports Club (en amharique : መከላከያ የእግር ኳስ ክለብ), plus couramment abrégé en Defence Force, est un club éthiopien de football fondé en 1938 et basé à Addis-Abeba, la capitale du pays.
Le club dispute ses rencontres à domicile au stade d'Addis-Abeba, enceinte qu'il partage avec deux autres clubs de la capitale, Ethiopian Coffee et Saint-George SA.

## Historique
Fondé en 1998, Defence Force SC est promu en première division éthiopienne lors de la saison 2004-2005, qu'il termine à une prometteuse 5e place. En 2006, le club remporte son premier titre au niveau national, en s'imposant en finale de la Coupe d'Éthiopie face à Ethiopian Coffee (1-0).
Defence Force n'a jamais remporté le championnat, son meilleur résultat étant une 3e place obtenue en 2009.
Le club participe à une reprise à une compétition continentale. En 2007, grâce à sa victoire en Coupe d'Éthiopie, il obtient son billet pour la Coupe de la confédération mais est rapidement éliminé, dès le premier tour, par le club rwandais d'ATRACO FC.
En janvier 2013, deux de ses joueurs sont sélectionnés pour participer, avec l'équipe nationale à la Coupe d'Afrique des nations 2013 en Afrique du Sud : le gardien Zerihun Tadele et l'attaquant Oumed Oukri.

## Palmarès
| \| - Championnat d'Éthiopie (11) : - Champion : 1948-49, 1950-51, 1951-52, 1952-53, 1953-54, 1955-56, 1975-76, 1981-82, 1983-84, 1987-88 et 1988-89. - Coupe d'Éthiopie (14) : - Vainqueur : 1945-46, 1948-49, 1949-50, 1950-51, 1953-54, 1954-55, 1955-56, 1974-75, 1981-82, 1989-90, 2005-06, 2012-13, 2014-15 et 2017-18. - Finaliste : 2015-16. \| \| - Supercoupe d'Éthiopie (1) : - Vainqueur : 2018. - Finaliste : 2006 et 2015. \| |  |                                                                               |
| - Championnat d'Éthiopie (11) : - Champion : 1948-49, 1950-51, 1951-52, 1952-53, 1953-54, 1955-56, 1975-76, 1981-82, 1983-84, 1987-88 et 1988-89. - Coupe d'Éthiopie (14) : - Vainqueur : 1945-46, 1948-49, 1949-50, 1950-51, 1953-54, 1954-55, 1955-56, 1974-75, 1981-82, 1989-90, 2005-06, 2012-13, 2014-15 et 2017-18. - Finaliste : 2015-16.                                                                                           |  | - Supercoupe d'Éthiopie (1) : - Vainqueur : 2018. - Finaliste : 2006 et 2015. |

## Personnalités du club

### Présidents
- Ato Emanuel Fentahun

### Entraîneurs
- Seyoum Kebede

### Anciens joueurs
- Yidnekachew Beyene
- Zerihun Tadele
- Oumed Oukri